# Vaccinium longepedicellatum
Vaccinium longepedicellatum är en ljungväxtart som beskrevs av Herman Otto Sleumer. Vaccinium longepedicellatum ingår i Blåbärssläktet, och familjen ljungväxter. Inga underarter finns listade i Catalogue of Life.